# Santo Domingo (Santo Domingo)
Santo Domingo è un distretto della Costa Rica, capoluogo del cantone omonimo, nella provincia di Heredia.
Santo Domingo è ubicato nell'altopiano centrale costaricano, conosciuto come Valle Centrale, dista 4 km da Heredia e 12 da San José.

## Storia
Il territorio che occupa attualmente il cantone di Santo Domingo fu abitato in era precolombiana dalle popolazioni indigene degli indios Huetares, sotto il dominio del cacicco Garabito.
La località di Santo Domingo viene citata per la prima volta in un documento di compravendita di un terreno agricolo nel 1816.
Nel 1848 Santo Domingo fu costituito come secondo distretto del cantone di Heredia e il 24 luglio 1867 fu istituito per legge il cantone di Santo Domingo. Nel 1902 Santo Domingo ricevette il "titolo" di città.

## Altre informazioni
Santo Domingo ospita la Chiesa de El Carmen, opera di interesse architettonico, storico e culturale.
L'agricoltura si basa sulla coltivazione del caffè e degli ortaggi. Diffuso è l'allevamento del bestiame. Nella zona sono presenti cave di materiali da costruzione.